# Piero Del Papa
Piero Del Papa, né à Pise le 25 août 1938 et mort dans la même ville le 27 octobre 2018, est un acteur et un boxeur italien. Il a été un temps champion d'Europe des boxeurs professionnels dans la division des poids mi-lourds.

## Biographie
Piero del Papa n'a eu qu'un temps d'amateur relativement court. En 1960, il devient champion d'Italie des poids mi-lourds. Cependant, ce n'est pas lui qui a été envoyé aux Jeux Olympiques de Rome, mais Giulio Saraudi, jugé plus expérimenté au niveau international.
Professionnel depuis 1960, il remporte en 1962 le titre de champion italien des poids mi-lourds, qu'il conserve jusqu'en 1964. En 1966, il remporte également le titre européen de la catégorie en battant Giulio Rinaldi à Rome. Il conserve le titre continental, pour lequel il a combattu 11 fois avec 7 victoires, jusqu'en 1967, puis l'a reconquis en 1970 et l'a reperdu en 1971.
En 1971, il affronte pour le titre le champion du monde Vicente Rondon à Caracas, mais il est battu par un KO à la première reprise. 
À la fin des années 1980, il fonde une école de boxe à Pise.
Après la boxe, il joue au cinéma dans plusieurs films dont deux réalisés par Michele Lupo avec Bud Spencer en vedette Mon nom est Bulldozer (1978) et Capitaine Malabar dit La Bombe (1982).

## Filmographie partielle
- 1978 : Mon nom est Bulldozer (Lo chiamavano Bulldozer) de Michele Lupo
- 1979 : Cher papa ( Caro papà) de Dino Risi
- 1980 : La baigneuse fait des vagues ( L'insegnante al mare con tutta la classe) de Michele Massimo Tarantini
- 1982 : Capitaine Malabar dit La Bombe  (Bomber) de Michele Lupo
- 1984 : Le Bon Roi Dagobert  de Dino Risi